# Draeculacephala crassicornis
Draeculacephala crassicornis är en insektsart som beskrevs av Van Duzee 1915. Draeculacephala crassicornis ingår i släktet Draeculacephala och familjen dvärgstritar. Inga underarter finns listade i Catalogue of Life.